# Karl Emil Scherz

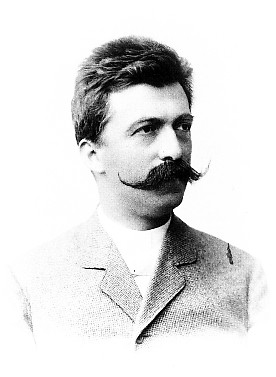
Karl Emil Scherz auf einer Fotografie von James Aurig

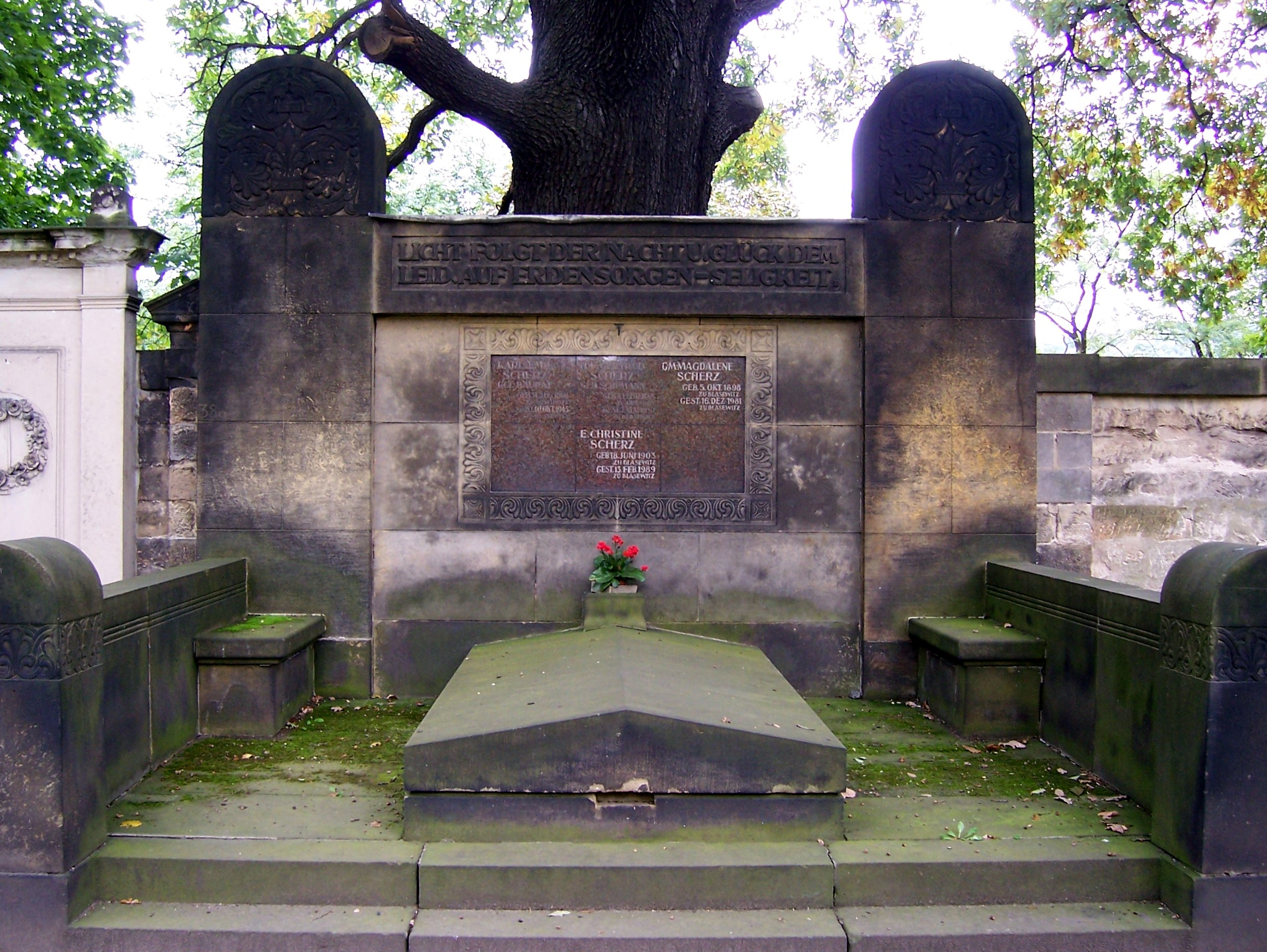
Grab von Karl Emil Scherz auf dem Johannisfriedhof in Dresden

Karl Emil Scherz (* 31. August 1860 in Loschwitz bei Dresden; † 10. Oktober 1945 in Dresden) war ein deutscher Architekt und Ortschronist von Blasewitz.

## Leben
Scherz wurde 1860 als ältestes von drei Kindern des Maurergesellen Carl August Scherze (1832–1884) und dessen Frau Christiane Wilhelmine, geb. Petzold (1835–1902), in der heutigen Friedrich-Wieck-Straße 24 (ehem. Fährgasse) in Loschwitz geboren. Seine Familie zog jedoch bereits zwei Jahre später nach Blasewitz. Scherz besuchte von 1867 bis 1871 die Blasewitzer Dorf- und Gemeindeschule („Naumannstift“) und von 1871 bis 1875 die Privatschule von Gustav Moritz Hoffarth. Von 1875 bis 1877 wurde er an der Dresdner Gewerbeschule von Direktor Carl Wilhelm Clauß (1829–1894) unterrichtet. Von 1877 bis 1881 lernte er an der Königlich-Sächsischen Baugewerkeschule Zittau unter der Leitung von Hermann Knothe-Seeck und ging anschließend als Zimmermann auf Wanderschaft. Erst 1883 kehrte er nach Dresden zurück und studierte an der Dresdner Kunstakademie unter anderem bei Constantin Lipsius und Ernst Hermann. Nach seinem Abschluss als Baumeister folgte 1886 ein zweites Studium an der Technischen Hochschule Charlottenburg. In Blasewitz eröffnete Scherz 1889 sein eigenes Architekturbüro, im Jahr 1908 wurde ihm der Titel eines Königlichen Baurats verliehen. Scherz war seit 1897 mit Henriette Friederike Gertrud, geb. Schumann, verheiratet, mit der er zwei Töchter, Magdalene (1898–1981) und Emma Christine (1903–1989), bekam. Er blieb mit seiner Familie bis zu seinem Tod in Blasewitz ansässig, in dem vom Vater 1875 errichteten Haus Sommerstraße 5 (heute Sebastian-Bach-Straße 17), das er 1912 renovierte. Hier bekleidete er auch verschiedene Ehrenämter als Gemeinderat, Mitglied im Kirchen- und Schulvorstand. Noch kurz vor seinem Tod wurde er im September 1945 zum Ehrenmitglied des Landesvereins Sächsischer Heimatschutz ernannt. Sein Grab befindet sich auf dem Johannisfriedhof in Dresden-Tolkewitz.

## Wirken

### Als Chronist
Scherz engagierte sich wesentlich für eine Chronik des Ortes Blasewitz und unterstützte den Autor Otto Gruner. Der vermerkte im Vorwort des 1905 erschienenen Werkes Blasewitz: Vergangenheit, Entwicklung und jetzige Einrichtungen einer Dorfgemeinde, dass „der Hauptverdienst um das Zustandekommen des Buches“ Scherz gebühre.
Scherz selbst legte eine „Ortsgeschichtliche Sammlung Blasewitz und Umgegend“ an, in der er Dokumente und Zeitzeugnisse vereinte. Nach der Eingemeindung von Blasewitz nach Dresden 1921 sah Scherz den Zweck der Sammlung vor allem darin, der Nachwelt die Geschichte des eigenständigen Ortes Blasewitz zu erhalten. Im Jahr 1986 wurde die Sammlung von den Erben Scherz’ dem Landesamt für Denkmalpflege Sachsen in Dresden übereignet.

### Als Architekt
Scherz wirkte von 1886 bis 1921 als Architekt, vornehmlich in den Dresdner Villenvororten Loschwitz und Blasewitz. Sein Gesamtwerk umfasst reichlich 90 Bauten, darunter 35 Wohnhäuser, 24 Villen, 4 Industriebauten, ein Bankgebäude, ein Speicher, Restaurants und einige Kirchen und Kirchenumbauten, sowie 20 Grabmale und 28 sonstige Projekte. Dabei zählte die Blasewitzer Heilig-Geist-Kirche zu den ersten Gebäuden des Architekten, dem eine größere Bedeutung zukommt. Das Aussehen von Blasewitz wurde wesentlich durch seine Gestaltung geprägt.
Bei den wichtigsten Projekten übernahm Karl Emil Scherz selbst die Bauleitung seiner meist im historisierenden Stil entstandenen Bauten. Als er um 1900 mit dem Jugendstil konfrontiert wurde, begann er beide Stile miteinander zu verbinden. Als sich der architektonische Zeitgeist jedoch mit dem Bauhaus völlig vom Historismus löste, stellte Karl Emil Scherz sein Schaffen ein.

## Gebäude (Auswahl)

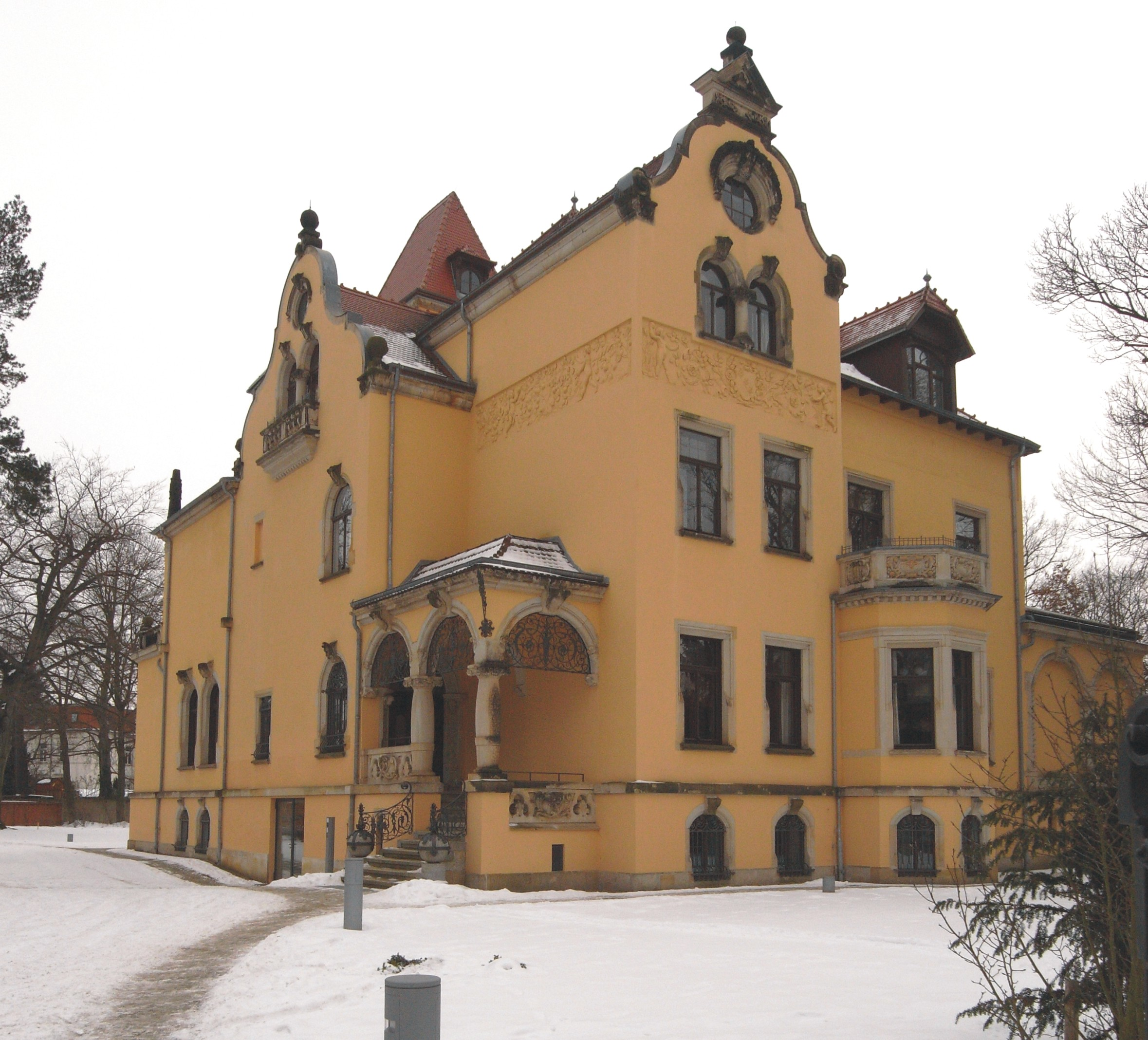
Für Adolf Rothermundt erbaute Villa Rothermund

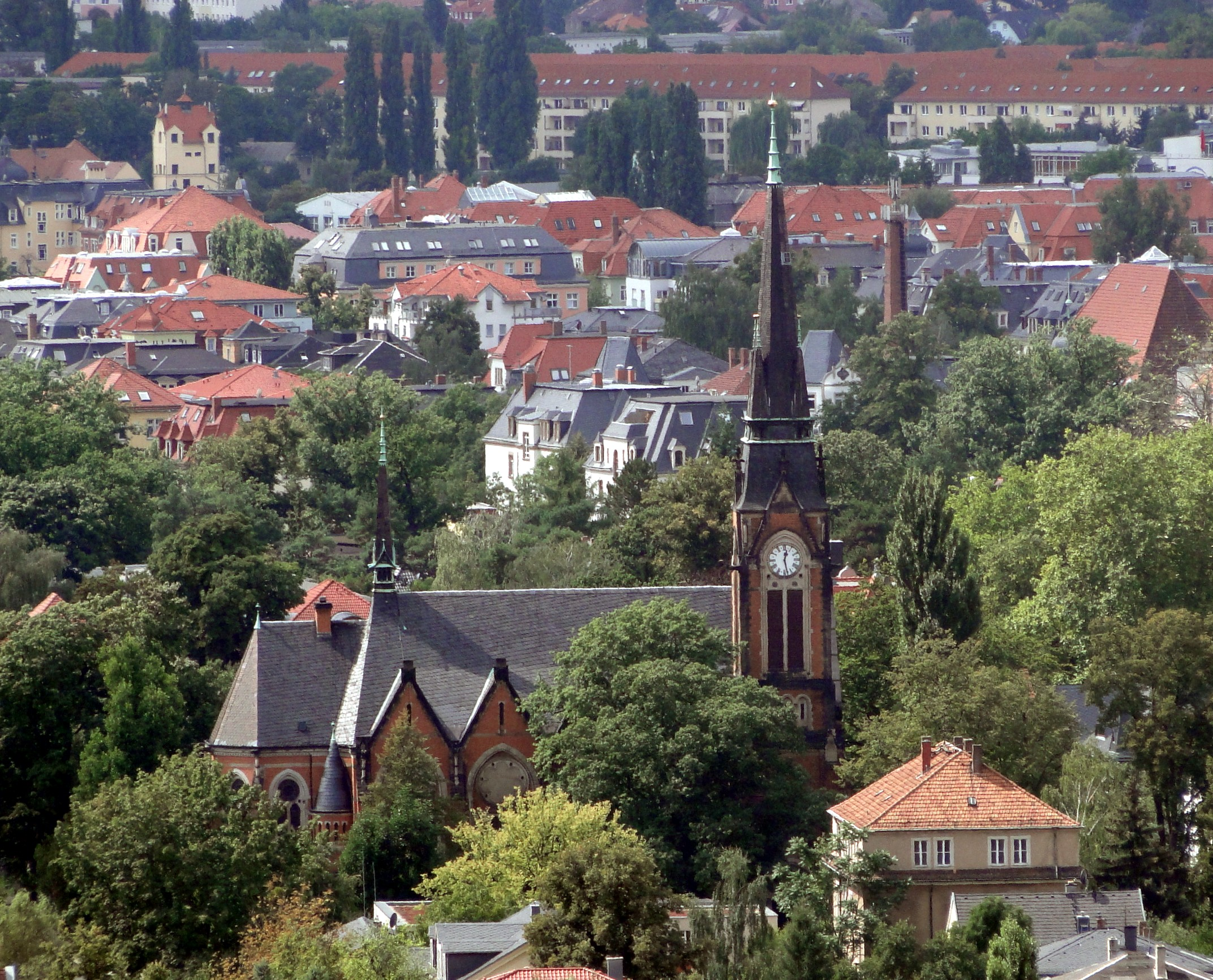
Heilig-Geist-Kirche Blasewitz

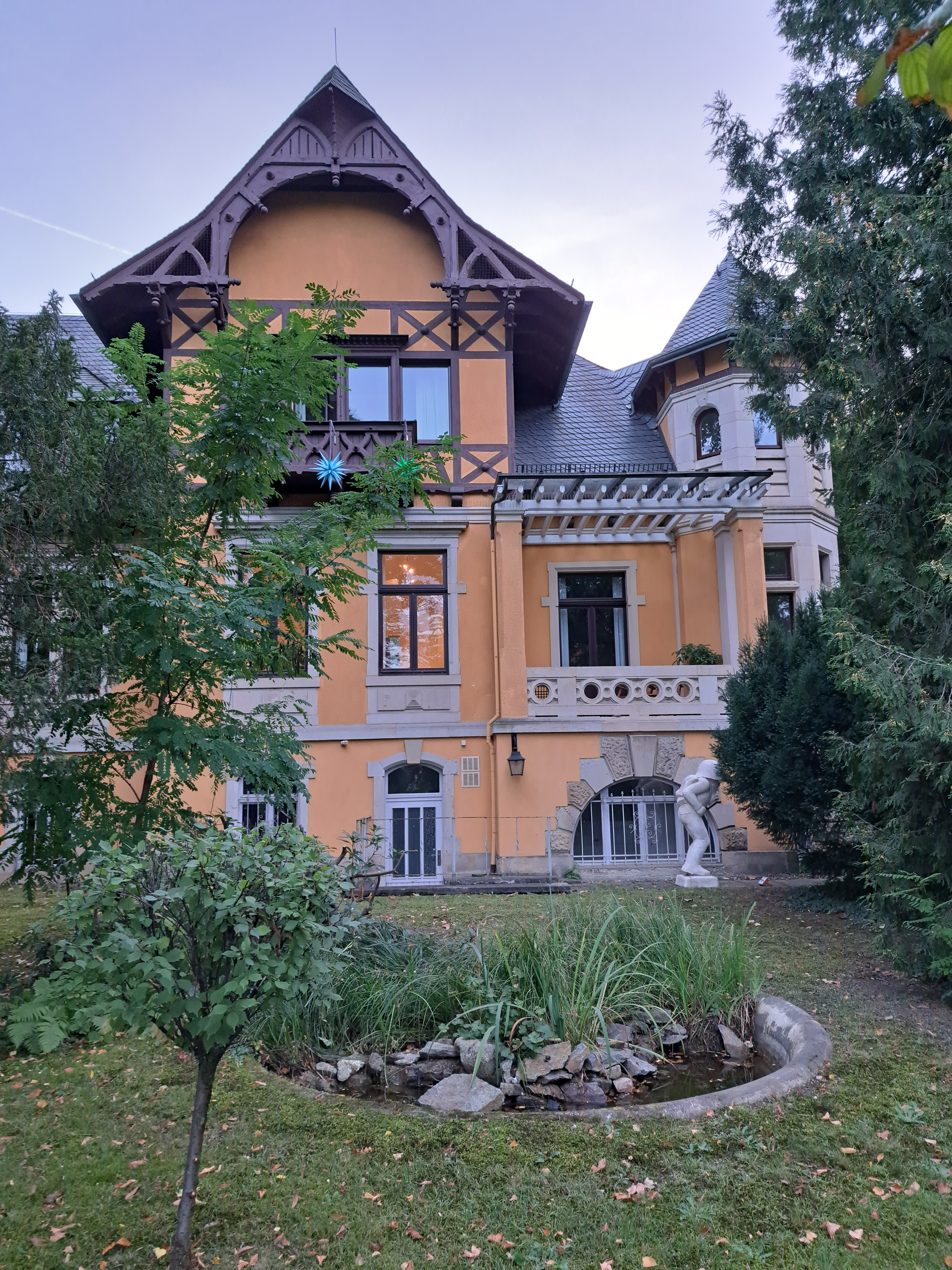
Villa Haenel in Dresden-Blasewitz, Tauscherstraße 44

- 1886: Villa Goetheallee 6, Blasewitz
- 1888: Landhaus Glasewaldtstraße 8 in Striesen
- 1889: Villa Haenel in Blasewitz, Tauscherstraße 44
- 1891: Umbau des Schillergartens in Blasewitz
- 1891: Logierhaus von Lahmanns Sanatorium, Weißer Hirsch
- 1891–1893: Heilig-Geist-Kirche, Blasewitz[4]
- 1892: Villa Hultzsch, Berggartenstraße 18, Blasewitz
- 1893–1899: geschlossene Bebauung am Körnerplatz in Loschwitz
  - 1893: Körnerplatz 9 und 11
  - 1894: Körnerplatz 7
  - 1894–96: Körnerplatz 6
  - 1895: Körnerplatz 8 („Zum goldenen Schiff“)
  - 1896/97: Körnerplatz 4 (zusammen mit Richard Nicolaus)
  - 1898: Körnerplatz 13
  - 1898/99: Körnerplatz 8 und 10, Schillerstraße 1
- 1892–1898: geschlossene Bebauung am Schillerplatz in Blasewitz
- 1894–1895: Villa von Borcken, Tolkewitzer Straße 47 in Blasewitz
- 1894–1895: Innenumbau der Dresdner Kreuzkirche
- 1894–1895: Kindergarten Voglerstraße 2, Blasewitz
- 1894–1895: Villa Justinenstraße 2, Blasewitz
- 1897: Villa Rothermundt, Blasewitz
- 1898–1899: innere Umgestaltung der Loschwitzer Kirche
- 1898–1899: Haus Schubert, Loschwitzer Straße 58

- 1899–1901: Himmelfahrtskirche, Leuben
- 1900–1901: Burenhaus, Silbermannstrasse 22
- 1901–1902: Villa Schmitz, Goetheallee 18, Blasewitz
- 1904–1907: Ehrlichsche Gestiftskirche (zerstört)
- 1904 Villa Spengler, Regerstraße 6
- 1905: Erweiterungsbau des Rathauses Blasewitz
- 1906: Villa Dressler, Loschwitz, Sierksstraße 14
- 1907:  Sächsisches Landesgymnasium für Musik Carl Maria von Weber, vor 2008   Martin-Andersen-Nexö-Gymnasium, Kretschmerstraße 27, Blasewitz
- 1908: Villa Ostermaier, Barteldesplatz 4, Blasewitz
- 1912: Umbau der Villa Sebastian-Bach-Straße 17, Blasewitz

## Trivia
Das Landesamt für Denkmalpflege Sachsen veranstaltete vom 14. November 2019 bis 3. April 2020 im Ständehaus Dresden, Schloßplatz 1 eine Jahresausstellung mit dem Thema Karl Emil Scherz (1860–1945). Architekt und Ortschronist. Es wurden 226 Exponate aus dem Nachlass von Karl Emil Scherz gezeigt.